# Heinrich Hecht (Physiker)
Karl Heinrich Hecht (* 4. Februar 1880 in Magdeburg; † 25. Oktober 1961 in Kiel) war ein deutscher Physiker.

## Leben
Hecht studierte Mathematik und Physik an der Albertus-Universität Königsberg und promovierte dort 1903. Nach einer Tätigkeit bei Siemens und Halske und als wissenschaftlicher Mitarbeiter – von 1904 bis 1908 – bei der Normal-Eichungs-Kommission in Berlin-Charlottenburg, trat er am 15. April 1908 in die Dienste des Kieler Unternehmens „Neufeld & Kuhnke Elektrotechnische Fabrik“ ein, welche im Mitteilungsblatt Annalen der Physik eine entsprechende Stellenanzeige geschaltet hatte. Von Beginn an widmete sich Hecht dort dem Thema Unterwasserschalltechnik, doch schon die ersten Versuch machten deutlich, dass auf diesem Gebiet zunächst Grundlagenforschung betrieben werden musste. In seinem persönlichen Bericht Die Zeit bei Neufeld & Kuhnke (1908-1911), der in seinem Erinnerungsbericht ‚Die Geschichte der Electroacustic bis 1941‘ abgedruckt ist, beschreibt Hecht, welchen Herausforderungen er damals gegenüber stand. Seine praktisch-experimentellen Versuche blieben bereits im Anfangsstadium stecken und die Aufgaben vorerst ungelöst. Da stieß er auf Patente von Alard du Bois-Reymond und Hans Görges, die sich auf Elektromagnetsender zum gleichen Zwecke bezogen. Noch im Jahr 1908 besuchte Hecht, aus Kiel kommend, den Patentanwalt und Ingenieur Alard du Bois-Reymond in Berlin. Ihr Zusammentreffen bildete den Beginn einer engen Zusammenarbeit und späteren Freundschaft. Als Neufeld & Kuhnke in Kiel 1911 eine Tochterfirma gründeten, die Signalgesellschaft m.b.H., saßen  Hecht und du Bois-Reymond dort im Aufsichtsrat. Die Begegnung mit Hans Usener, mit Alard du Bois-Reymond und Walter Hahnemann, bezeichnete Hecht später als „ein sehr großes Glück des Schicksals“, denn diese, so Hecht, hätten einen sehr großen Anteil an seinen wissenschaftlichen und praktischen Erfolgen. Hecht beschreibt Alard du Bois-Reymond in seiner ‚Geschichte der Electroacustic bis 1941‘ als Gelehrtennatur und Universalgenie. Im Jahr 1915 errichtete die Kieler Signalgesellschaft in Plön, im Großen Plöner See, eine Außenstelle für Unterwasserschalversuche ein. 1926 gründete Hecht mit den Gesellschaftern Gerhard Schmidt und Rudolph das Unternehmen Electroacustic, in dem er bis zu seinem Tode wirkte.

## Ehrungen
- 1940: Ehrensenator der Technischen Universität Berlin
- 1950: Ehrenbürger der Christian-Albrechts-Universität zu Kiel
- 1950: Ehrendoktorwürde in Göttingen
- 1985: Nach ihm wurde der Heinrich-Hecht-Platz in Kiel benannt
- Träger des Großen Verdienstkreuzes der Bundesrepublik Deutschland

## Schriften
- Gekoppelte Schwingungsgebilde. In: Elektrische Nachrichtentechnik. 3, 1926, S. 3–20.
- Schaltschemata und Differentialgleichungen elektrischer und mechanischer Schwingungsgebilde. Barth, Leipzig 1939.
- Die elektroakustischen Wandler. Barth, Leipzig 1941.
- Betrachtungen zum physikalischen Masssystem. Musterschmidt, Göttingen 1951.
- Vier Fragen an den Weltäther. Musterschmidt, Göttingen 1954.